# 니카 반란

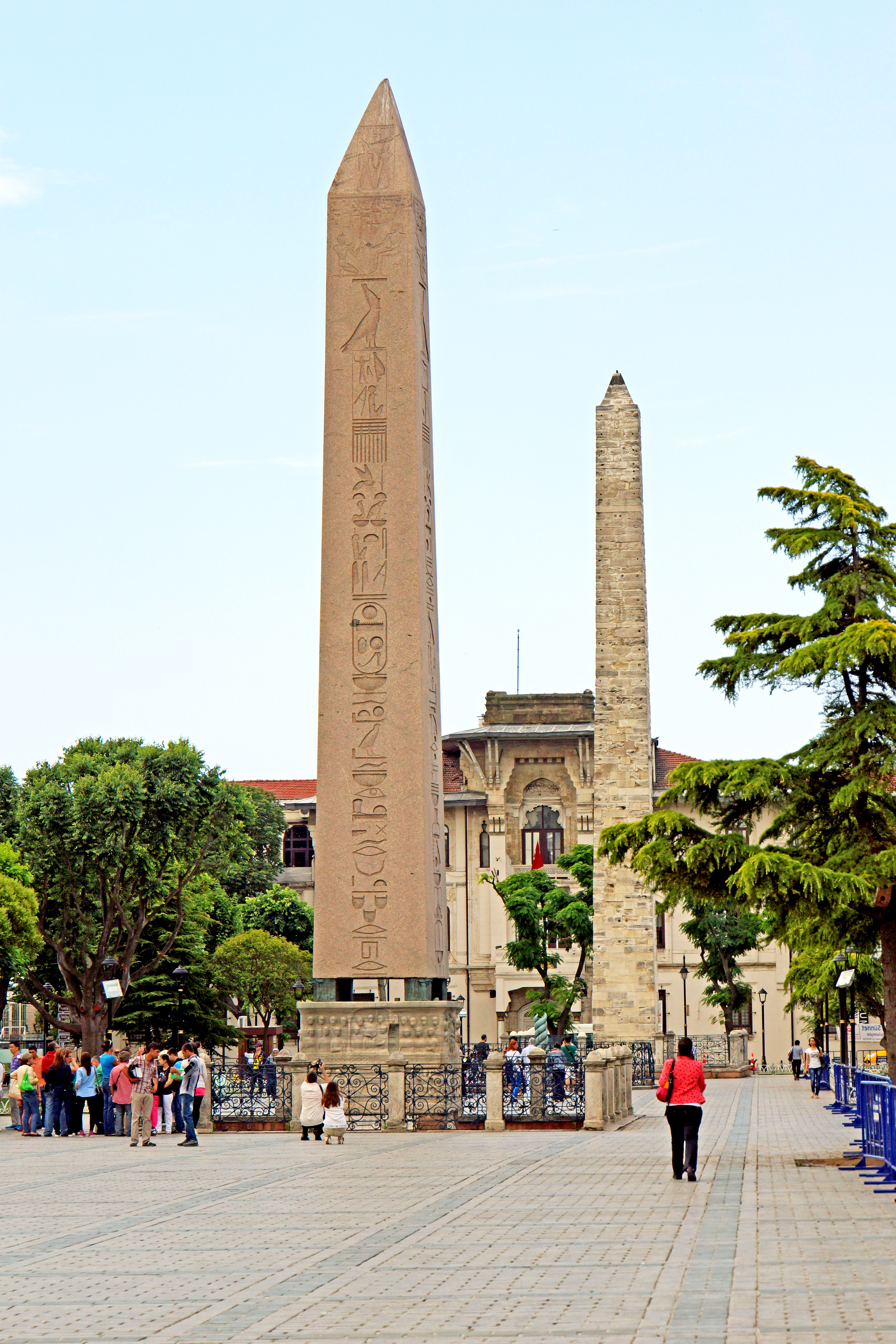

니카 반란(그리스어: Στάση του Νίκα, 영어: Nika riots)은 532년 비잔티움 제국의 수도 콘스탄티노폴리스에서 약 일주일에 걸쳐 일어난 반란이다. 당시 비잔티움 제국에서 일어난 가장 큰 규모의 반란이었고 하기아 소피아를 비롯한 수많은 건물이 파괴되었고 유스티니아누스 1세의 진압으로 약 수만 명(3만 명 이상)이 죽었다.

## 배경
고대 로마에서는 말 네 마리가 끄는 전차 경주가 상당히 발달했고 인기를 끌었다. 제국 전역에 큰 도시는 대부분 히포드롬이라고 부르는 원형경기장이 있었다. 또한 각 전차 경주는 4개 팀으로 나뉜 경우가 보통이었다. 각 팀은  적색, 청색, 녹색, 백색 등 각각 다른 색깔의 유니폼으로 서로를 구분했다. 로마 제국에서 비잔티움 제국으로 넘어가면서 전차 경주팀은 2개로 줄어 녹색당과 청색당으로 갈렸다. 콘스탄티노폴리스에서 이들은 각각 큰 파벌을 이루고, 그 팬들과 함께 현대의 정당에 버금가는 위상으로 발전했다. 당시 청색당은 주로 대지주와 그리스-로마 귀족들의 후원을 받았으며 정통 기독교인들이 많았다. 반면에 녹색당은 상인, 기술자 등 중간 계층이 주로 후원했고, 종교적으로는 단성론에 가까웠다.
양 파벌은 마치 정당처럼 조직을 이루고 지도자를 선출했고, 황제는 중요한 공공사업을 그들을 거쳐서 시행했다. 심지어 두 파벌은 각지 사병 조직도 있었다. 양측은 서로 빈번히 충돌했는데 아나스타시우스 1세 황제의 시기인 493년, 501년, 511년에 충돌했다. 특히 511년에는 황제가 직접 나서서 폭동을 해결해야 할 만큼 심각한 양상을 띠었다.
유스티니아누스 1세는 즉위할 당시 청색당을 지지했고, 이들의 지지에 힘입은 바가 컸다. 그러나 자기 권력이 공고해지자 점차 녹색당뿐만 아니라 청색당도 억압하는 정책을 폈다. 거기에 트리보니아누스와 카파도키아의 요한 등 휘하 관리들의 부정부패로 시민들 불만이 점차 팽배했다. 532년 1월 10일 콘스탄티노폴리스의 히포드롬에서 벌어진 전차 경기가 끝난 후 청색당과 녹색당이 서로 충돌하는 사태가 벌어졌다. 황제는 즉각 군대를 투입해 질서를 회복했는데, 이것이 니카 반란의 발단이 되었다.

## 반란의 경과
1월 10일의 충돌을 무력으로 진압하는 과정에서 유스티니아누스는 청색당과 녹색당의 지도자를 감금하고 처형했다. 이에 양 세력이 서로 힘을 합쳐 시위를 벌이기 시작했다. 사흘 뒤 전차 경주가 재개되었으나, 성난 군중은 편을 갈라 싸우는 것이 아니라 힘을 합쳐 황제를 향해 승리를 의미하는 “니카!”를 외쳤다. 분위기가 심상치 않자, 황제는 경주를 중단시키고 피신했다. 군중은 더 화가 나서 경기장을 뛰쳐나와 폭동을 일으켰고, 감옥을 부수고 관리들 집에 무차별 방화를 했다. 이때 발생한 화재로 원로원 의사당, 하기아 소피아 성당까지 불에 타버렸다.
폭동은 다음날과 그 다음날도 계속되었고 황제는 군중의 요구대로 관리들을 경질했다. 그러나 군중은 전임 황제의 조카인 히파티우스를 황제로 옹립하며 시위를 계속했다. 유스티니아누스는 경기장에서 그들을 진정시키려 했지만 실패하고 황궁으로 피신했다. 황제와 측근들은 도망갈 채비를 하고 도피를 논의했다.
그때 황후 테오도라가 황제를 꾸짖으며 당당히 맞서라고 주장했다. 그녀는 도망쳐서 안전할 수 있더라도, 황제로서 부끄럽게 도망가는 일은 있을 수 없다고 말하면서 자신은 끝까지 황궁을 지키겠다고 주장했다. 그녀의 말을 듣고 황제와 측근들은 부끄러움을 느끼고 반란 진압을 모의했다. 그들은 젊은 장군 벨리사리우스와 문두스를 불러들여 반란을 진압하게 했다.
벨리사리우스와 문두스는 몰래 군대를 이끌고 히포드롬으로 가서 무차별 군중을 학살했다. 또 다른 장군인 환관 나르세스는 군중들이 도망치지 못하도록 막아서 경기장에서만 약 3만 명의 군중이 학살됐다. 군중들로부터 얼떨결에 황제로 추대된 노인 히파티우스도 황제 앞에 잡혀왔다. 유스티니아누스는 그가 자기 의사에 반해 황제로 추대된 것을 알았기에 용서하려 했다. 그러나 이번에도 황후 테오도라가 제지하며 처형을 주장했다. 군중에 의해 제위에 오른 몸이니, 나중에라도 반란의 핵심이 될 수 있다는 우려에서였다. 결국 히파티우스도 처형되었고, 이로써 반란은 모두 진압되었다.